# Chowaniec

Czarny kot jako chowaniec na obrazie Evelyn De Morgan

Chowaniec – w europejskim folklorze istota pomagająca czarownicy w magii. W średniowieczu posiadanie oswojonego zwierzęcia wskazywało, że właściciel może być czarownikiem.
W wielu grach, czy to fabularnych czy też komputerowych i wideo, chowaniec to stworzenie towarzyszące czarownicy, czarownikowi lub magowi, posiadające ponadprzeciętną inteligencję i zdolność komunikacji z właścicielem. Chowaniec jest natury magicznej, zwykle stanowi jakiś fragment mocy swego właściciela, przez co śmierć chowańca jest zwykle bardzo nieprzyjemna dla jego pana (np. w systemie Dungeons & Dragons śmierć chowańca powoduje trwałą utratę punktów doświadczenia, a w efekcie czasem i poziomu postaci). Niektóre chowańce (szczególnie te przywołane z piekła) były perfidnymi bestiami, które opanowywały ciała swoich „mistrzów” i tworzyły z nich własne kopie (np. Impy w Diablo II Lord of Destruction). Zaś w Black & White chowaniec jest boskim podopiecznym gracza.